# Болотник
Helodium — рід мохів, що належать до родини Helodiaceae.
Види цього роду зустрічаються в Євразії та Північній Америці.

## Види
Як прийнято GBIF:
- Helodium amurense Broth.
- Helodium blandowii Warnstorf, 1905
  - Helodium blandowii var. helodioides (Renauld & Cardot) H.A.Crum et al.
- Helodium paludosum Brotherus, 1908
- Helodium pseudoabietinum (Kindb.) Broth.
- Helodium sachalinense (Lindb.) Brot